# Olaf Stapledon
Vilijam Olaf Stapledon (10. maj 1886 – 6. septembar 1950) – poznat kao Olaf Stapledon – bio je britanski filozof i autor naučne fantastike. Godine 2014, on je uveden u Dvoranu slavnih naučne fikcije i fantastike.

## Život
Stejpldon je rođen u Sikombu, Valasi, na poluostrvu Viral u Češiru, kao jedini sin Vilijam Klibet Stejpldona i Emelin Miler. Prvih šest godina svog života proveo je sa roditeljima u Port Saidu u Egiptu. Školovao se u školi Abocholm u Derbiširu i Baliol koledžu u Oksfordu, gde je 1909. godine stekao diplomu iz moderne istorije (druga klasa), a 1913. unapređen u magistera. Nakon kratkog staža kao nastavnik u Mančesterskoj gimnaziji, radio je u brodarskim kancelarijama u Liverpulu i Port Saidu od 1910. do 1912. Od 1912. do 1915. Stapledon je radio sa liverpulskim ogrankom Radničkog obrazovnog udruženja.
Tokom Prvog svetskog rata služio je kao savesni prigovarač. Stapledon je postao vozač hitne pomoći u Jedinici hitne pomoći prijatelja u Francuskoj i Belgiji od jula 1915. do januara 1919. godine; odlikovan je Vojnim krstom za hrabrost. Njegova ratna iskustva uticala su na njegova pacifistička uverenja i zalaganje za svetsku vladu. Dana 16. jula 1919. oženio se Agnes Zenom Miler (1894–1984), australijskom rođakom. Prvi put su se sreli 1903. godine, a kasnije su održavali prepisku tokom celog rata. Imali su ćerku Meri Sidni Stejpldon (1920–2008) i sina Džona Dejvida Stejpldona (1923–2014). Godine 1920. preselili su se u Vest Kirbi.

## Radovi
Stapledonova fikcija često predstavlja težnju neke inteligencije koja je poražena ravnodušnim svemirom i njegovim stanovnicima koji, mada bez sopstvene krivice, ne uspevaju da shvate njene uzvišene čežnje. Ispunjena je protagonistima koje nagriza sukob između njihovih „viših” i „nižih” impulsa.
Stapledonova dela su direktno uticala na Artura K. Klarka, Brajana Aldisa, Stanislava Lema, Bertranda Rasela, Džona Gloaga, Najomi Mičison, K. S. Luisa, Vernora Vindža, Džona Majnarda Smita i indirektno su uticala na mnoge druge, doprinoseći mnogim idejama sveta naučne fantastike. „Natčovek” sastavljen od mnogih individualnih svesti formira se ponavljajuću temu u njegovom delu. Roman Star Maker sadrži prvi poznati opis onoga što se danas naziva Dajsonovim sferama. Friman Dajson pridaje zasluge tom romanu za poreklo ideje, čak je u jednom intervjuu izjavio kako bi „Stapledonova sfera” bilo prikladnije ime. Delo Last and First Men sadrži rane opise genetskog inženjeringa i teraformiraja. Roman Sirius opisuje psa čija je inteligencija povećana na nivo ljudskog bića.
Neki komentatori su Stapledona nazvali marksistom, mada se Stapledon distancirao od te etikete. Stapledonovo delo se takođe odnosi na tadašnje intelektualne pomodnosti (npr. verovanje u natčulnu percepciju).
Last and First Men, „buduća istorija” 18 sukcesivnih vrsta čovečanstva, i Star Maker, kratki pregled istorije univerzuma, visoko su cenjeni radovi među širokim opsegom ličnosti, kao što su Horhe Luis Borhes, Dž. B. Presli, Bertrand Rasel, Aldžernon Blekvud, Hju Valpol, Arnold Benet, Virdžinija Vulf (Stapledon je održavao prepisku sa njom) i Vinston Čerčil. Suprotno tome, Stapledonovu filozofiju je odbacio je K. S. Luis, čije je delo Cosmic Trilogy delimično napisano kao odgovor na ono što je Luis smatrao nemoralnošću, mada se Luis divio Stapledonovoj inventivnosti i opisao ga kao „izuzetno dobrog pisca”. Zapravo, Stapledon je bio agnostik koji je bio neprijateljski raspoložen prema verskim institucijama, ali ne i verskim čežnjama, činjenica koja ga je dovela u sukob sa H. Dž. Velsom u njihovoj prepisci.
Zajedno sa predavanjem filozofije na Univerzitetu u Liverpulu, u kojem se sada nalazi arhiva Olafa Stapledona, Stapledon je predavao englesku književnost, industrijsku istoriju i psihologiju. On je napisao mnoge nefikcione knjige o političkim i etičkim temama, u kojima se zalagao za rast „duhovnih vrednosti”", koje je definisao kao one vrednosti koje izražavaju čežnju za većom svešću o sebi u širem kontekstu („ličnosti u zajednici”). Sam Stapledon je svoje duhovne vrednosti nazvao inteligencijom, ljubavlju i kreativnim delovanjem. Na njegovu filozofiju snažno je uticao Spinoza.

## Filmska prava
Filmski producent i režiser Džordž Pal kupio je prava na Odd John i 1966. godine je magazin Castle of Frankenstein izvestio da je Dejvid Makalam angažovan da igra glavnu ulogu.
Godine 2017. objavljena je mutimedijska adaptacija romana Last and First Men u obradi islandskog kompozitora Johana Johansona, nominovanog za Oskara, koja sadrži pripovest Tilde Svinton i partituru uživo koju je izvela BBC Filharmonija.
Godine 2019, kratku filmsku adaptaciju Stapledonove priče „Moderni mađioničar” napisali su, produkovali i glumeli Džastin Makdonald i Kejt Hodžson. Film, koji je režirao Mark Heler, takođe je sadržao glas Brajana Koksa i obeležio je prvu akcionu adaptaciju jednog od Stapledonovih književnih dela.

## Bibliografija

### Fikcija
- Last and First Men: A Story of the Near and Far Future (1930) ( 1-85798-806-X)
- Last Men in London (1932) ( 0-417-02750-8)
- Odd John: A Story Between Jest and Earnest (1935) ( 0-413-32900-3)
- Star Maker (1937) ( 0-8195-6692-6)
- Darkness and the Light (1942) ( 0-88355-121-7)
- Old Man in New World (kratka priča, 1944)
- Sirius: A Fantasy of Love and Discord (1944) ( 0-575-07057-9)
- Death into Life (1946)
- The Flames: A Fantasy (1947)
- A Man Divided (1950) ( 0-19-503087-7)
- Four Encounters (1976) ( 0-905220-01-3)
- Nebula Maker (draft dela Star Maker, 1976) ( 0-905220-06-4)
- East is West (posthumosno, 1979)

### Nefikcija
- A Modern Theory of Ethics: A study of the Relations of Ethics and Psychology (1929)
- Waking World (1934)
- Saints and Revolutionaries (1939)
- New Hope for Britain (1939)
- Philosophy and Living, 2 volumes (1939)
- Beyond the "Isms" (1942)
- Seven Pillars of Peace (1944)
- Youth and Tomorrow (1946)
- Interplanetary Man (1948)
- The Opening of the Eyes (ed. Agnes Z. Stapledon, 1954)

### Poezija
- Latter-Day Psalms (1914)

### Kolekcije
- Worlds of Wonder: Three Tales of Fantasy (1949)
- To the End of Time: the Best of Olaf Stapledon (ed. Basil Davenport, 1953) ( 0-8398-2312-6)
- Far Future Calling: Uncollected Science Fiction and Fantasies of Olaf Stapledon (ed. Sam Moskowitz 1979  1-880418-06-1)
- An Olaf Stapledon Reader (ed. Robert Crossley, 1997)

## Spoljašnje veze
- Дела Olaf Stapledon на сајту Фејдид пејџ Канада

- Olaf Stapledon на сајту  (језик: енглески)
- Olaf Stapledon на веб-сајту , са 40 каталошких евиденција (including 1 "from old catalog" as William Olaf)